# Abd-Yaghuth (nom)
Abd-Yaghuth (àrab: عبد يغوث, ʿAbd Yaḡūṯ) és un nom masculí teòfor àrab d'època preislàmica que literalment significa ‘Servidor de(l déu) Yaghuth’. Si bé Abd-Yaghuth és la transcripció normativa en català del nom en àrab clàssic, també se'l pot trobar transcrit d'altres maneres, normalment per influència de la pronunciació dialectal o seguint altres criteris de transliteració.